# Tonarchiv osthessischer Mundarten
Das Tonarchiv osthessischer Mundarten (ToM) ist eine Dokumentation der Osthessischen Mundart im Raum Fulda. Es wurde im Rahmen der Wettbewerbsaktion „Mir schwatze Platt“ ins Leben gerufen. Die Auftaktveranstaltung der Wettbewerbsaktion war am 29. April 2003 in Petersberg, die Abschlussveranstaltung am 22. März 2004 in Künzell. Insgesamt haben sich 400 Teilnehmer an dem Wettbewerb beteiligt und ihre Mundart auf Tonträger oder Video aufgenommen und so für die Nachwelt konserviert.

## Geschichte
ToM wurde von dem Sprachwissenschaftler Stefan Arend und dem damaligen Ersten Kreisbeigeordneten des Landkreises Fulda und späteren Oberbürgermeister von Fulda, Gerhard Möller, erdacht. Stefan Arend erarbeitete dann für die Stadt und den Landkreis Fulda eine entsprechende wissenschaftliche Konzeption. Danach soll ToM zunächst dokumentieren, wie sich das Osthessische heute präsentiert, aber auch im Vergleich zu älteren Dokumenten sprachliche Entwicklungen aufzeigen. Schließlich ist ToM ein auditives Archiv.
In Anlehnung an die hessenweite Mundartaktion „Ich sag’s hessisch“, die Anfang der 1980er Jahre mit weit über 1.000 Teilnehmern sehr erfolgreich durchgeführt wurde, beschritt ToM folgenden Weg, um an die sprachlichen Informationen zu gelangen:
ToM setzte auf einen Wettbewerb mit dem Namen "Mir schwatze Platt", um möglichst viele Teilnehmer zu motivieren, ihre „Sprache zur Verfügung zu stellen“.
Aus Kostengründen entschied man sich für eine indirekte Erhebungsmethode, das heißt, die Teilnehmer wurden nicht vor Ort von Sprachwissenschaftlern befragt und aufgenommen, sondern jeder Teilnehmer fertigte seinen Beitrag selbst an. Damit die Sprachaufnahmen aber trotzdem untereinander vergleichbar blieben, mussten inhaltliche Vorgaben gemacht werden.
Als Sprach- bzw. Übersetzungsvorgabe wurden die Sätze des Deutschen Sprachatlasses verwendet, damit die heutigen Aufnahmen mit dem Sprachmaterial von 1880 des Deutschen Sprachatlasses vergleichbar sind. Damit kann man Aussagen zur Entwicklungen der osthessischen Mundarten machen, und selbst wissenschaftliche Untersuchungen sind so grundsätzlich möglich. Neben diesen sprachwissenschaftlich aufbereiteten Sätzen, die daher etwas hölzern wirken und auch schon über 120 Jahre alt sind, wollte man den Teilnehmern auch Raum für Kreatives lassen. So war es auch möglich, Erzählungen, Gedichte, Musikstücke und anderes einzureichen.
Die besprochenen und eingereichten Mundartaufnahmen wurden zentral im Medienzentrum des Landkreises Fulda gesammelt und digitalisiert.
Aus allen Tondokumenten wurde eine anschauliche und beispielgebende Beitragsmischung mit dazwischenliegenden Moderationen zusammengestellt. Die Beitragsmischung steht Mundartliebhabern für Schulungs- und Lehrzwecke zur Verfügung. In der Mischung wird die ganze Bandbreite gesprochener Sprache in der Fuldaer Region widergespiegelt. Diese Mischung eignet sich aber auch für die heimischen Schulen oder für die Öffentlichkeitsarbeit oder für die Tourismuswerbung.
Insgesamt wurden beim Wettbewerb "Mir schwatze Platt" 2003/2004 über 400 ToM-Beiträge vorgelegt, davon beinhalten 137 Beiträge Übersetzungen der sogenannten 40 Wenkersätze. Insgesamt  aus 79 Orts- und Stadtteilen des Fuldaer Landes hat die Bevölkerung Sprachproben eingereicht.
Über die Homepage und den Youtube-Kanal des Medienzentrums Fulda lassen sich alle Informationen, Beiträge von ToM und die Beitragsmischung aus dem Internet weltweit abrufen.
Die Bevölkerung ist weiterhin aufgerufen Sprachaufnahmen (40 Wenkersätze und eigene individuelle Mundartbeiträge) zu erstellen und dem Medienzentrum Fulda einzusenden, um so das Archiv weiter aufbauen zu können und der Nachwelt die Mundart zur Verfügung zu stellen.